# Бельская, Ольга Ивановна
Ольга Ивановна Бельская (бел. Вольга Іванаўна Бельская; 6 октября 1979, Брест, БССР) — белорусская художница.

## Биография
Ольга Бельская родилась в Бресте 6 октября 1979 года. В 1997 году окончила брестскую школу № 10 с художественно-архитектурным уклоном. В 2002 году окончила Брестский государственный университет им. А.С. Пушкина (специализация — «Народные художественные промыслы»).
С 2006 года активно публикует работы в виртуальных галереях.
Работы находятся в частных коллекциях Белоруссии, России, Чехии, Израиля, Франции.

## Персональные выставки
- 2008 — «Хранительница Часиков». Галерея «Librex», Опава, Чехия.
- 2007 — «Ольга Бельская». Galerie Hlucin, Глучин, Чехия.
- 1997 — «Графика». Брест.

## Конкурсы, призы, премии
- 2006 — Главный приз «Экспресс-конкурс: Крест». Арт-сайт «ИЕРОГЛИФ».
- 2006 — Виртуальная грамота «Экспресс-конкурс: Диагональ». Арт-сайт «ИЕРОГЛИФ».
- 2007 — Победительница конкурса графики «БУКВАрь». Электронный арт-журнал «ARIFIS».
- 2007 — Победительница художественно-поэтического конкурса «Иллюстрация». Электронный арт-журнал «ARIFIS».
- 2007 — Лауреатка премии «GOLDEN ARIFIS». Электронный арт-журнал «ARIFIS».